# تی. ام. ای. پای
تی. ام.ای. پای (انگلیسی: T. M. A. Pai; ۳۰ آوریل ۱۸۹۸ – ۲۹ مهٔ ۱۹۷۹) بانکدار و کارآفرین اهل هند بود، که در سال ۱۹۲۵ سندیکا بانک را تأسیس کرد.